# Solieria villana
Solieria villana là một loài ruồi trong họ Tachinidae.